# Biskupin
Il museo archeologico all'aperto di Biskupin è un sito archeologico ed un modello a dimensione reale di un insediamento umano fortificato risalente all'età del ferro situato in Polonia centro-settentrionale (Wielkopolska), e per la precisione nel voivodato della Cuiavia-Pomerania. Quando fu scoperto per la prima volta, si pensò trattarsi dei resti di un insediamento slavo, ma in seguito gli archeologi confermarono il fatto che era appartenuto al gruppo di Biskupin della cultura lusaziana. Gli scavi e la ricostruzione dell'insediamento preistorico hanno giocato un ruolo fondamentale nello sviluppo della coscienza storica polacca.
Il museo si trova su una penisola paludosa del lago Biskupin, ca. 90 km a nord-est di Poznań, 8 km a sud della piccola città di Żnin. È una divisione del Museo nazionale d'archeologia di Varsavia.

## Storia degli scavi
Nel 1933 gli archeologi polacchi scoprirono i resti di una fortezza/insediamento dell'età del bronzo nella Wielkopolska (Grande Polonia), scoperta che divenne famosa nel corso di una notte. Il sito fu scavato a partire dal 1934 dalla squadra dell'Università di Poznań, guidata dagli archeologi Józef Kostrzewski (1885–1969) e Zdzisław Rajewski (1907–1974). Il primo rapporto fu pubblicato nel 1936. All'inizio del 1939, circa 2500 m² erano stati scavati. Biskupin divenne subito famosa, attraendo numerosi ospiti, tra cui gli ufficiali del regime di Piłsudski, membri dell'esercito ed alti prelati quali il primate di Polonia. Il sito entrò subito a far parte della coscienza nazionale polacca, simbolo delle conquiste degli antenati Slavi in epoca preistorica. Fu definita la "Pompei polacca" o la "Ercolano polacca". L'esistenza di una fortezza preistorica, a 70 km dal confine tedesco, fu utilizzata per dimostrare che i "Polacchi" preistorici avevano costruito difese contro gli stranieri invasori e saccheggiatori già nell'età del ferro. Biskupin iniziò ad apparire nella pittura e nei romanzi popolari.
Quando i tedeschi occuparono parte della Polonia nell'autunno del 1939, Biskupin divenne parte del Reichsgau Wartheland, un'area che i nazionalisti tedeschi affermavano essere "germanica" fin dall'età del ferro. Biskupin fu rinominata in "Urstädt". Nel 1940 ripresero gli scavi sotto il controllo di Heinrich Himmler delle SS-Ahnenerbe e dell'Hauptsturmführer Hans Schleiff, un archeologo che aveva già operato ad Olimpia, in Grecia. Schleiff pubblicò solo due brevi racconti che descrivevano come le tribù germaniche avessero conquistato il 'piccolo insediamento lusaziano'. Gli scavi proseguirono fino al 1942. Quando i tedeschi si ritirarono, il sito fu allagato, il che ironicamente permise l'ottima conservazione dell'antica legna. Gli scavi ripresero per mano degli archeologi polacchi dopo la guerra, e proseguirono fino al 1974.

## Il sito

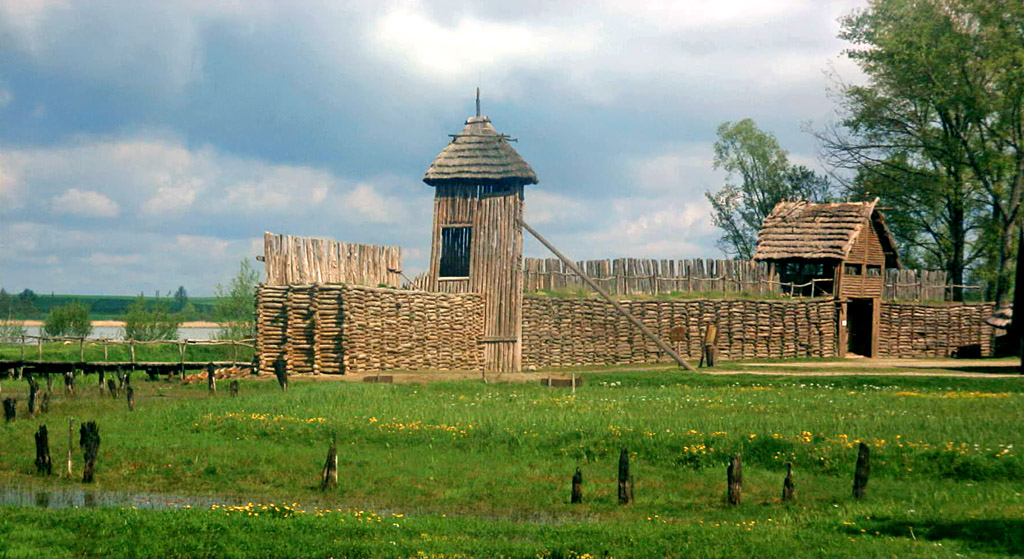
Sito archeologico

Esistono due periodi di insediamento a Biskupin, che ai tempi era situata in mezzo al lago, ma oggi si trova su una penisola, che si sono susseguiti senza interruzione. Entrambi si svilupparono su una griglia rettangolare con undici strade larghe tre metri. L'antico insediamento risalente all'inizio dell'età del ferro su fondato su una piccola isola umida di oltre 2 ettari ed era composto da circa 100 case in legno di quercia e pino, simili per aspetto e misure (ca. 8 x 10 metri ognuna). Erano composte da due camere ed una sala d'entrata. Queste case erano progettate per ospitare da 10 a 12 persone. Al centro della grande sala si trovava un'area aperta. Non esistevano case più grandi ad indicare una stratificazione sociale. A causa dell'umidità e del terreno paludoso, le strade erano ricoperte di tavole di legno.
L'insediamento era circondato da un muro in legno, o da una palizzata, disposto attorno ad un bastione in legno e terra. Il bastione era costruito con tronchi di quercia che formavano quadrati riempiti di terra. Il bastione è lungo oltre 450 metri ed è accompagnato da un frangiflutti in legno posto nel lago. Circa 6000–8000 m³ di legno sono stati usati per la costruzione del bastione.

## Datazione
L'insediamento di Biskupin appartiene ai periodi C e D della cultura di Hallstatt (inizio dell'età del ferro). Esistono quattro datazioni al carbonio-14 per Biskupin (tutti a.C.):
- primo insediamento: 720±150 (Gif 494)
- ultimo insediamento: 560±150 (Gif 495)
- bastione: 620 ±150 (Gif 492)
- A2 4C, VII: 620±150 (Gif 493)

## Il modello
Nel 1936 fu costruito sulla penisola il primo modello a dimensione reale (museo all'aperto), ispirato dalla palafitta Unteruhldingen in Germania. Dopo la guerra sono stati aggiunti i bastioni ed una strada con case su entrambi i lati.